# Couture (krater)
Couture – jezioro i krater uderzeniowy w Quebecu w Kanadzie.

## Jezioro
Jezioro Couture, w języku inuktitut zwane Imarruakallak, znajduje się na półwyspie Ungava. Jego francuska nazwa została nadana na cześć Guillaume Couture, XVII-wiecznego obywatela Nowej Francji i przywódcy kolonii w Pointe-Lévy. Jezioro wyróżnia się z grubsza kolistym kształtem pośród wydłużonych jezior polodowcowych Quebecu. Ma poszarpaną na skutek erozji linię brzegową z licznymi wysepkami, na których znajdowana była brekcja impaktowa. Jezioro ma głębokość ok. 150 m, na dnie znajduje się cienka warstwa osadów jeziornych, pod którą znajdują się skały potrzaskane wskutek uderzenia. Jezioro znajduje się w odludnej części Quebecu, dostęp do niego jest możliwy z użyciem hydroplanu.

## Krater
Krater ma ok. 8 km średnicy, jego skały odsłaniają się na powierzchni ziemi (na brzegach jeziora). Powstał 430 ± 25 milionów lat temu (najprawdopodobniej w sylurze). Utworzył go upadek małej planetoidy, która uderzyła w skały krystaliczne Tarczy Kanadyjskiej.